# Имери, Кастриот
Кастриот Имери (алб. Kastriot Imeri; 27 июня 2000, Женева) — швейцарский футболист косово-албанского происхождения, полузащитник клуба «Янг Бойз» и сборной Швейцарии.

## Карьера
Имери — воспитанник клуба «Мерен». В 14 лет попал в академию «Серветта», где он прошел все юношеские команды.
Дебютировал в первой команде 3 июня 2017 в игре Челлендж-лиги против «Ле-Мона» (1:0). Со следующего сезона 2017/18 стал основным игроком команде, которой в 2019 помог занять 1 место и выйти в Суперлигу. 27 июля 2019 в игре против «Сьона» (0:0) Имери дебютировал в высшем швейцарском дивизионе, а 23 февраля 2020 он забил дебютный гол в Суперлиге реализовав пенальти в игре против «Базеля» (2:2).
16 августа 2022 подписал четырехлетний контракт с клубом «Янг Бойз» до 2026 года.

### Сборная
Имери принимал участие в составе национальных сборных Швейцарии в различных возрастных категориях, включая команды до 16, до 17, до 18, до 19, до 20 лет и до 21 года.
Со сборной Швейцарии до 21 года выступал на молодежном чемпионате Европы 2021, где в матче против Хорватии отличился голом с пенальти, но его команда проиграла 2:3.
За основную сборную Швейцарии дебютировал 12 ноября 2021 года, в матче против сборной Италии.

## Личная жизнь
Имери — второй ребёнок в семье, у него есть старшая сестра и младший брат. Родился в Женеве, его родители эмигрировали из Косово в начале 90-х. Владеет двумя языками — французским и албанским.

## Статистика
| Выступление      | Выступление      | Выступление      | Лига | Лига | Кубок | Кубок | Еврокубки | Еврокубки | Итого | Итого |
| Клуб             | Лига             | Сезон            | Игры | Голы | Игры  | Голы  | Игры      | Голы      | Игры  | Голы  |
| ---------------- | ---------------- | ---------------- | ---- | ---- | ----- | ----- | --------- | --------- | ----- | ----- |
| Серветт          | Челлендж-лига    | 2016/17          | 1    | 0    | —     | —     | —         | —         | 1     | 0     |
| Серветт          | Челлендж-лига    | 2017/18          | 26   | 1    | 1     | 0     | —         | —         | 27    | 1     |
| Серветт          | Челлендж-лига    | 2018/19          | 29   | 3    | —     | —     | —         | —         | 29    | 3     |
| Серветт          | Суперлига        | 2019/20          | 24   | 1    | 1     | 0     | —         | —         | 25    | 1     |
| Серветт          | Суперлига        | 2020/21          | 29   | 1    | 3     | 2     | 2         | 0         | 34    | 3     |
| Серветт          | Суперлига        | 2021/22          | 26   | 11   | 2     | 0     | 1         | 0         | 29    | 11    |
| Серветт          | Итого            | Итого            | 135  | 17   | 7     | 2     | 3         | 0         | 145   | 19    |
| Янг Бойз         | Суперлига        | 2022/23          | 27   | 5    | 4     | 1     | 1         | 0         | 32    | 6     |
| Янг Бойз         | Итого            | Итого            | 27   | 5    | 4     | 1     | 1         | 0         | 32    | 6     |
| Всего за карьеру | Всего за карьеру | Всего за карьеру | 162  | 22   | 11    | 3     | 4         | 0         | 177   | 25    |